# محمد يوسف (لاعب كرة قدم بحريني)
محمد يوسف (10 أكتوبر 1994) لاعب كرة قدم بحريني يلعب حاليا لصالح نادي الدرجة الأولى الرفاع الشرقي البحريني في مركز المهاجم من 2012.

## الإنجازات
- كأس ملك البحرين (1): 2014